# Thurovia triflora
Thurovia es un género monotípico de plantas herbáceas, perteneciente a la familia Asteraceae. Su única especie Thurovia triflora, es originaria de Norteamérica en Texas.

## Descripción
Es un hierba anual  o perenne, alcanza un tamaño de 6-45 cm de altura. Tallos erectos, ramificados. Hojas caulinares, lineales filiformes, sésiles con márgenes enteros. Inflorescencias discoides, los involucros estrechos cilindros. Disco floretes 3, bisexuales y fértiles; corolas de color blanco o amarillo pálido. Vilano persistente, de color blanco plateado, ovado-lanceoladas. Tiene un número de cromosomas de x = 5.

## Taxonomía
Thurovia triflora fue descrita por Joseph Nelson Rose y publicado en Contributions from the United States National Herbarium 3(5): 321–322, pl. 15. 1895.
Sinonimia
- Gutierrezia triflora (Rose) M.A.Lane[4]